# Chiasmocleis atlantica
Chiasmocleis atlantica är en groddjursart som beskrevs av Cruz, Caramaschi och Eugenio Izecksohn 1997. Chiasmocleis atlantica ingår i släktet Chiasmocleis och familjen Microhylidae. IUCN kategoriserar arten globalt som livskraftig. Inga underarter finns listade i Catalogue of Life.